# 990
990 (CMXC) var ett normalår som började en onsdag i den julianska kalendern.

## Händelser

### Okänt datum
- Erik Segersäll gifter sig med Swiatoslawa av Polen.
- Staden Lund grundas.

## Födda
- Bi Sheng, kinesisk uppfinnare av tryckkonsten.
- Aelgifu av Northampton, norsk regent.

## Avlidna
- Eyvindr Skáldaspillir, norsk skaldediktare.